# آلفرد کراوس
آلفرد کراوس (انگلیسی: Alfred Kraus; ۱۶ ژانویهٔ ۱۹۲۴ – ۱۷ مارس ۲۰۰۵) بازیکن فوتبال اهل آلمان بود.